# Nati nel 1907/Novembre
| Questa pagina contiene informazioni ricavate automaticamente dalle voci biografiche con l'ausilio del template Bio e di un bot. L'aggiornamento è periodico e automatico e ricostruisce completamente la pagina. Se manca una persona in questa lista, sei pregato di non aggiungerla, ma accertati piuttosto che la sua voce biografica contenga il template Bio e che i dati anagrafici siano correttamente compilati. Se il template Bio manca, inseriscilo tu stesso o, in alternativa, metti l'avviso {{tmp\|Bio}} che ne segnala la mancanza. Se i dati riportati sono sbagliati, correggi direttamente la voce biografica; le modifiche saranno visibili in questa lista entro pochi giorni. Per chiarimenti vedi il progetto biografie. La lista contiene solo le 144 persone che sono citate nell'enciclopedia e per le quali è stato implementato correttamente il template Bio. Pagina aggiornata al 10 ago 2025. |

- 1º novembre - Manuel Cisneros, avvocato, giornalista e politico peruviano († 1971)
- 1º novembre - Edmond Delfour, calciatore e allenatore di calcio francese († 1990)
- 1º novembre - Giovanni Delise, canottiere italiano († 1947)
- 1º novembre - Gregory Mangin, tennista statunitense († 1979)
- 1º novembre - Homero Manzi, paroliere, sceneggiatore e regista cinematografico argentino († 1951)
- 1º novembre - Santos Ubierna, vescovo cattolico e missionario spagnolo († 1955)
- 1º novembre - Mario Villa, matematico italiano († 1973)
- 1º novembre - Wu Yonggang, regista cinese († 1982)
- 2 novembre - Paolo Graziosi, archeologo e antropologo italiano († 1988)
- 2 novembre - Sydney Guilaroff, parrucchiere statunitense († 1997)
- 2 novembre - Walter Kaiser, calciatore tedesco († 1982)
- 2 novembre - Émile Stijnen, calciatore belga († 1997)
- 3 novembre - Raymond Bussières, attore, scrittore e produttore cinematografico francese († 1982)
- 3 novembre - Luigi Forlenza, generale italiano († 1989)
- 3 novembre - Frank Séchehaye, calciatore e allenatore di calcio svizzero († 1982)
- 3 novembre - Giusto Tolloy, militare, partigiano e politico italiano († 1987)
- 4 novembre - Károly Bartha, nuotatore ungherese († 1991)
- 4 novembre - Bennie Benjamin, cantautore e compositore statunitense († 1989)
- 4 novembre - Esteban Kuko, calciatore argentino
- 5 novembre - Allan Bohlin, attore svedese († 1959)
- 5 novembre - Károly Gallina, calciatore ungherese († 1986)
- 5 novembre - Bruno Pellizzari, pistard italiano († 1991)
- 5 novembre - Leonardo Spreafico, pittore italiano († 1974)
- 6 novembre - Aldo Oriani, calciatore italiano († 1960)
- 6 novembre - Delfim Santos, filosofo e scrittore portoghese († 1966)
- 6 novembre - Raymond Savignac, pubblicitario francese († 2002)
- 6 novembre - Renato Treves, filosofo e sociologo italiano († 1992)
- 6 novembre - Rafael Zabaleta, pittore spagnolo († 1960)
- 7 novembre - Ercole Frigerio, pilota motociclistico italiano († 1952)
- 7 novembre - Bessie Hendricks, supercentenaria statunitense († 2023)
- 7 novembre - Thomas Browne Henry, attore statunitense († 1980)
- 7 novembre - Vladimir Korol'kov, ingegnere e compositore di scacchi sovietico († 1987)
- 7 novembre - Heinz London, fisico tedesco († 1970)
- 7 novembre - André Michel, regista francese († 1989)
- 7 novembre - Attilio Venudo, politico italiano († 1963)
- 8 novembre - Ernesto Botto, militare e aviatore italiano († 1984)
- 8 novembre - René Ledent, calciatore belga
- 8 novembre - Michail Ivanovič Rodionov, politico sovietico († 1950)
- 9 novembre - Carla Badiali, pittrice italiana († 1992)
- 9 novembre - Eugen Deutsch, sollevatore tedesco († 1945)
- 9 novembre - Manlio Gelsomini, velocista, militare e partigiano italiano († 1944)
- 9 novembre - Lodovico Menicucci, militare italiano († 1936)
- 9 novembre - Kō Takamoro, calciatore giapponese († 1995)
- 9 novembre - Samuel Paul Welles, paleontologo statunitense († 1997)
- 9 novembre - Luigi Ferdinando di Prussia, nobile tedesco († 1994)
- 10 novembre - Vincenzo Busacchi, medico e storico italiano († 1991)
- 10 novembre - Leopold Facco, calciatore austriaco († 1993)
- 10 novembre - Jane Froman, cantante e attrice statunitense († 1980)
- 10 novembre - Wanda Jakubowska, regista e sceneggiatrice polacca († 1998)
- 10 novembre - Johnny Marks, compositore e paroliere statunitense († 1985)
- 10 novembre - Ingolf Olsen, calciatore norvegese († 1938)
- 10 novembre - Bernard Ormanowski, canottiere polacco († 1984)
- 11 novembre - Raymond Abellio, scrittore francese († 1986)
- 11 novembre - Karen Holtsmark, pittrice norvegese († 1998)
- 11 novembre - Giacomo Narizzano, calciatore italiano († 1976)
- 11 novembre - Lev Nikolaevič Oborin, pianista russo († 1974)
- 12 novembre - Ernst Albrecht, calciatore tedesco († 1976)
- 13 novembre - István Palotás, allenatore di calcio e calciatore ungherese († 1987)
- 13 novembre - Giovanna di Savoia, principessa italiana († 2000)
- 13 novembre - Vinicio Sofia, attore e doppiatore italiano († 1982)
- 13 novembre - Paolo Strano, funzionario e prefetto italiano († 1992)
- 13 novembre - László Szollás, pattinatore artistico su ghiaccio ungherese († 1980)
- 13 novembre - François Vasse, calciatore francese († 1974)
- 13 novembre - Savang Vatthana, re laotiano
- 13 novembre - Roger Vivier, stilista francese († 1998)
- 14 novembre - Pedro Arrupe, gesuita spagnolo († 1991)
- 14 novembre - Enrico Galassi, pittore, architetto e poeta italiano († 1980)
- 14 novembre - Astrid Lindgren, scrittrice svedese († 2002)
- 14 novembre - Henryk Martyna, calciatore polacco († 1984)
- 14 novembre - William Steig, illustratore, scultore e scrittore statunitense († 2003)
- 15 novembre - N. G. L. Hammond, storico e topografo britannico († 2001)
- 15 novembre - Al Horowitz, scacchista e giornalista statunitense († 1973)
- 15 novembre - Claus Schenk von Stauffenberg, militare tedesco († 1944)
- 16 novembre - Burgess Meredith, attore statunitense († 1997)
- 17 novembre - Les Clark, animatore e regista statunitense († 1979)
- 17 novembre - John Nucatola, arbitro di pallacanestro statunitense († 2000)
- 17 novembre - Israel Regardie, scrittore britannico († 1985)
- 17 novembre - Christopher Sykes, giornalista e scrittore britannico († 1986)
- 17 novembre - Samuel Tolansky, fisico britannico († 1973)
- 18 novembre - Hilario López, calciatore messicano († 1965)
- 18 novembre - Gustav Nezval, attore ceco († 1998)
- 18 novembre - Edward Peil Jr., attore statunitense († 1962)
- 18 novembre - Andrej Plávka, poeta, scrittore e politico slovacco († 1982)
- 18 novembre - Compay Segundo, compositore, musicista e cantante cubano († 2003)
- 19 novembre - Luigi Beccali, mezzofondista italiano († 1990)
- 19 novembre - Fernand Cornez, ciclista su strada e ciclocrossista francese († 1997)
- 19 novembre - Giulio Crosti, giornalista e scrittore italiano († 1985)
- 19 novembre - James Darcy Freeman, cardinale e arcivescovo cattolico australiano († 1991)
- 19 novembre - Egidio Martinović, calciatore e allenatore di calcio italiano († 1993)
- 19 novembre - Chieko Naniwa, attrice giapponese († 1973)
- 19 novembre - Jack Schaefer, scrittore e giornalista statunitense († 1991)
- 19 novembre - Run Run Shaw, imprenditore e filantropo cinese († 2014)
- 19 novembre - Andrés Stagnaro, calciatore argentino
- 20 novembre - Fran Allison, conduttrice televisiva, cantante e conduttrice radiofonica statunitense († 1989)
- 20 novembre - Ezio Borgo, calciatore italiano († 1970)
- 20 novembre - Henri-Georges Clouzot, regista, sceneggiatore e produttore cinematografico francese († 1977)
- 20 novembre - Angelo Filipuzzi, storico italiano († 2003)
- 20 novembre - Anna Maria Gueizelor, ballerina e attrice pakistana († 1998)
- 20 novembre - Aldo Zucchi, militare italiano († 1939)
- 21 novembre - Giorgio Amendola, partigiano, scrittore e politico italiano († 1980)
- 21 novembre - Mario Del Cittadino, calciatore italiano († 1980)
- 21 novembre - Charles Korvin, attore ungherese († 1998)
- 21 novembre - Darling Légitimus, attrice e cantautrice francese († 1999)
- 21 novembre - Ernesto Mascheroni, calciatore uruguaiano († 1984)
- 21 novembre - Buck Ram, compositore, paroliere e produttore discografico statunitense († 1991)
- 21 novembre - Angelo D'Agostino, politico italiano († 1978)
- 22 novembre - Hank Bruder, giocatore di football americano statunitense († 1970)
- 22 novembre - Dora Maar, fotografa, poetessa e pittrice francese († 1997)
- 22 novembre - Guido Masetti, allenatore di calcio e calciatore italiano († 1993)
- 22 novembre - Edoardo Toniolo, attore italiano († 1986)
- 23 novembre - Olga Alkalaj, avvocata e partigiana jugoslava († 1942)
- 23 novembre - Julius Albert Krug, politico statunitense († 1970)
- 23 novembre - Lars Leksell, medico svedese († 1986)
- 23 novembre - Nobuaki Maeda, giocatore di go giapponese († 1975)
- 23 novembre - Luigi Tommasi, calciatore italiano († 1984)
- 24 novembre - Enrico Cuccia, banchiere italiano († 2000)
- 24 novembre - Friedrich Geiger, designer tedesco († 1996)
- 24 novembre - Sante Neri, militare italiano († 1936)
- 24 novembre - Rodolfo Tommasi, calciatore italiano († 1993)
- 24 novembre - Giacinto Trevisonno, politico italiano († 1994)
- 24 novembre - Evangeline Walton, scrittrice statunitense († 1996)
- 24 novembre - Ján Želibský, pittore slovacco († 1997)
- 25 novembre - Pamela Mitford, nobildonna inglese († 1994)
- 26 novembre - Agnes Geraghty, nuotatrice statunitense († 1974)
- 26 novembre - Cyril Musil, fondista e partigiano cecoslovacco († 1977)
- 26 novembre - Ruth Patrick, botanica e limnologo statunitense († 2013)
- 27 novembre - Eric Brook, calciatore inglese († 1965)
- 27 novembre - Leonid Sedov, fisico e matematico sovietico († 1999)
- 27 novembre - Harivansh Rai Bachchan, poeta indiano († 2003)
- 27 novembre - L. Sprague de Camp, scrittore statunitense († 2000)
- 28 novembre - Rose Bampton, soprano e insegnante statunitense († 2007)
- 28 novembre - Edward Carfagno, scenografo statunitense († 1996)
- 28 novembre - Alberto Moravia, scrittore, giornalista e sceneggiatore italiano († 1990)
- 28 novembre - Alberto Moravia, scrittore italiano († 1990)
- 28 novembre - Stasys Šačkus, cestista lituano († 1985)
- 29 novembre - Luigi Gemini, arbitro di calcio italiano
- 29 novembre - Vittorio Marullo di Condojanni, diplomatico italiano († 1982)
- 29 novembre - Guido Pontecorvo, genetista italiano († 1999)
- 29 novembre - Stephen O. Rice, ingegnere e statistico statunitense († 1986)
- 29 novembre - Dolf Scheeffer, calciatore olandese († 1966)
- 30 novembre - Johnny Arnold, calciatore e crickettista inglese († 1984)
- 30 novembre - Jacques Barzun, storico francese († 2012)
- 30 novembre - Fritz Eckhardt, attore, cabarettista e sceneggiatore austriaco († 1995)
- 30 novembre - Alfred Schmitt, astronomo francese († 1975)